# Europäischer Ausschuss zur Ausarbeitung von Standards im Bereich der Binnenschifffahrt
Der Europäische Ausschuss zur Ausarbeitung von Standards im Bereich der Binnenschifffahrt (Abkürzung CESNI von französisch Comité Européen pour l’Élaboration de Standards dans le Domaine de Navigation Intérieure) ist eine zwischenstaatliche Organisation die bei der Zentralkommission für die Rheinschifffahrt (ZKR) angesiedelt ist. CESNI wurde eingesetzt, um die Harmonisierung der technischen Standards in der Binnenschifffahrt in ganz Europa zu erleichtern. Die Vorschriften werden durch die Europäische Union, die beteiligten Staaten oder Flusskommissionen wie der Zentralkommission für die Rheinschifffahrt, der Donaukommission oder der Moselkommission durch Übernahme in ihre Regelungen oder durch direkten Verweis auf die CESNI-Standards umgesetzt.

## Aufgaben
Der CESNI beschäftigt sich mit technischen Vorschriften für Binnenschiffe, der Berufsqualifikation der Schiffsbesatzung und der Informationstechnologien in der Binnenschifffahrt. Dabei betreut er die folgenden Standards:
- Europäischer Standard der technischen Vorschriften für Binnenschiffe (ES-TRIN)
- Europäischer Standard für Qualifikationen in der Binnenschifffahrt (ES-QIN)
- Europäischer Standard für Binnenschifffahrtsinformationsdienste (ES-RIS)

## Geschichte
Der Beschluss zur Einrichtung des Europäischen Ausschusses zur Ausarbeitung von Standards im Bereich der Binnenschifffahrt wurde bei der Frühjahrsplenartagung 2015 der Zentralkommission für die Rheinschifffahrt in Rotterdam gefasst. Die konstituierende Sitzung fand am 17. Juli 2015 in Straßburg statt.

## Mitglieder

Mitgliedstaaten
Beobachtende Staaten

Mitglieder des CESNI sind Sachverständige der Mitgliedstaaten der Europäischen Union und der Zentralkommission für die Rheinschifffahrt. Dies sind Stand 2024 folgende Staaten:
| Nummer | Staat        |
| ------ | ------------ |
| 1      | Belgien      |
| 2      | Bulgarien    |
| 3      | Dänemark     |
| 4      | Deutschland  |
| 5      | Estland      |
| 6      | Finnland     |
| 7      | Frankreich   |
| 8      | Griechenland |
| 9      | Irland       |
| 10     | Italien      |
| 11     | Kroatien     |
| 12     | Lettland     |
| 13     | Litauen      |
| 14     | Luxemburg    |
| 15     | Malta        |
| 16     | Niederlande  |
| 17     | Österreich   |
| 18     | Polen        |
| 19     | Portugal     |
| 20     | Rumänien     |
| 21     | Schweden     |
| 22     | Schweiz      |
| 23     | Slowakei     |
| 24     | Slowenien    |
| 25     | Spanien      |
| 26     | Tschechien   |
| 27     | Ungarn       |
| 28     | Zypern       |

Das Vereinigte Königreich war bis zum EU-Austritt des Vereinigten Königreichs Mitgliedstaat.
Neben den Mitgliedstaaten kann anderen Staaten durch Einladung des Ausschusses ein Beobachterstatus gewährt werden. Stand 2024 haben folgende Staaten einen Beobachterstatus:
| Staat                  | Status seit   | Belege |
| ---------------------- | ------------- | ------ |
| Serbien                | 6. Juli 2017  | [ 14 ] |
| Ukraine                | 18. Okt. 2017 | [ 15 ] |
| Vereinigtes Königreich | 15. Apr. 2021 | [ 9 ]  |
| Moldau                 | 20. Apr. 2023 | [ 16 ] |

## Vorsitzende
| Zeitraum  | Vorsitz           | Staat       | Beleg  |
| --------- | ----------------- | ----------- | ------ |
| 2016–2017 | Max Nilles        | Luxemburg   | [ 17 ] |
| 2018–2019 | Lucia Luijten     | Niederlande | [ 17 ] |
| 2020–2021 | Vojtech Dabrowski | Tschechien  | [ 17 ] |
| 2022–2023 | Marleen Coenen    | Belgien     | [ 18 ] |
| 2024–2025 | Ivan Bilić-Prcić  | Kroatien    | [ 19 ] |